# Yagba Leste
Yagba Leste é uma Área de governo local no estado de Kogi, na Nigéria. Sua sede fica na cidade de Isanlu (ou Islanu Itedo) na A123 highway em 8° 17′ N, 5° 50′ L.
Possui uma área de 1.396 km² e uma população de 140.150 no censo de 2006.
O código postal da área é 262.